# Цветът на магията
Цветът на магията (на английски: The Colour of Magic) е книга в жанр хумористично фентъзи. Тя е първата книга от мащабната поредица на Тери Пратчет – Светът на диска. Книгата е издадена през 1983 г. и е една от малкото книги от поредицата, които са разделени на глави.
Главен герой в книгата е некомпетентния и циничен магьосник Ринсуинд, който неволно се превръща в екскурзовод на наивния турист Двуцветко. След като двамата са принудени да напуснат град Анкх-Морпорк, пътуването им ги отвежда до страната Крул, разположена на самия ръб на света. По време на тяхното пътешествие двамата герои са придружавани от Багажът на Двуцветко, сандък със стотици крака.
Историята развиваща се в Цветът на магията е продължена в книгата Фантастична светлина.

## Аудиокнига
Издадена е аудиокнигата „Цветът на магията“ на български език от www.audiobookbg.com.